# Pisa (přítok Angrapy)
Pisa (rusky Писса, (litevsky Pisa, německy Pissa je řeka v Kaliningradské oblasti Ruska. Je 98 km dlouhá. Šířka koryta je 5 - 25 m, hloubka 0,1 - 1,5 m. Rychlost toku je 0,1 - 0,4 m/s.

## Průběh toku
Vytéká z jezera Vištytis, které tvoří hranici mezi Litvou a Kaliningradskou oblastí Ruska.

## Přítoky
- Levé: Russkaja (Русская), Rominta (Красная)
- Pravé: Vydupis, Brodnaja (Бродная), Glubokaja (Глубокая)